# Ленполье
Ленпо́лье (бел. Ленполле) — деревня в составе Коптевского сельсовета Горецкого района Могилёвской области Республики Беларусь.

## Население
- 1999 год — 10 человек
- 2010 год — 5 человек